# Ennearthron mussauense
Ennearthron mussauense is een keversoort uit de familie houtzwamkevers (Ciidae). De wetenschappelijke naam van de soort werd in 1966 gepubliceerd door Chûjô.